# Ralf Möller
Ralf Rudolf Möller (Ralf Moeller), född 12 januari 1959 i Recklinghausen, Nordrhein-Westfalen, är en tysk-amerikansk actionskådespelare och f.d. bodybuilder.
Ralf Möller gjorde sin kändare filmdebut som Brick Bardo i filmen Cyborg, men är även känd som Kjartan i The Viking Sagas och som Conan the Barbarian i TV-serien Conan the Adventurer.
Han har också samarbetat med det tyska trance/techno-bandet E Nomine på ett antal av deras album.

## Filmografi (i urval)
- Tatort (TV-serie) (1988)
- Cyborg (1989)
- Universal Soldier (1992)
- The Viking Sagas (1995)
- Batman & Robin (1997)
- Conan the Adventurer (TV-serie) (1997–1998)
- Gladiator (2000)
- Andromeda (TV-serie) (2001)
- Relic Hunter (Svensk titel: Kultjägarna) (TV-serie) (2001)
- The Scorpion King (2002)
- Beerfest (2006)
- Pathfinder (2007)
- Postal (2007)
- Far Cry (2008)
- The Tourist (2010)
- Sabotage (2014)